# Вулиця Ґарета Джонса (Київ)
Ву́лиця Ґа́рета Джо́нса — вулиця в Шевченківському районі міста Києва, місцевість Лук'янівка. Пролягає від Дегтярівської вулиці до вулиці Юрія Іллєнка.
Прилучаються Деревлянська вулиця, провулок Ґарета Джонса і Дорогожицька вулиця.

## Історія
Вулицю було прокладено у період між 1838 та 1849 роками під назвою Загородня, з 1869 року — Загородня середня. У 1939 році вулицю було об'єднано з шосе до тодішньої Табірної вулиці під назвою Кагатна вулиця (назву підтверджено 1944 року, надана через наявність уздовж вулиці кагатів, тобто буртів, земляних овочесховищ).
1971 року отримала назву вулиця Сім'ї Хохлових, на честь Віктора та Олександри Хохлових, учасників антинацистського підпілля у Києві під час німецько-радянської війни.
Сучасна назва на честь британського журналіста Ґарета Джонса — з 2023 року

## Підприємства, установи, заклади
- «АРТ-Готель» (буд. № 1)[7]
- Київський науково-дослідний експертно-криміналістичний центр МВС України (буд. № 5)
- Житловий комплекс UNIT.Home (буд. № 8)
- Складський комплекс ТОВ «Сан Парк» (буд. № 11/2)
- Бізнес-центр «Кронос» (буд. № 15)

## Пам'ятні дошки

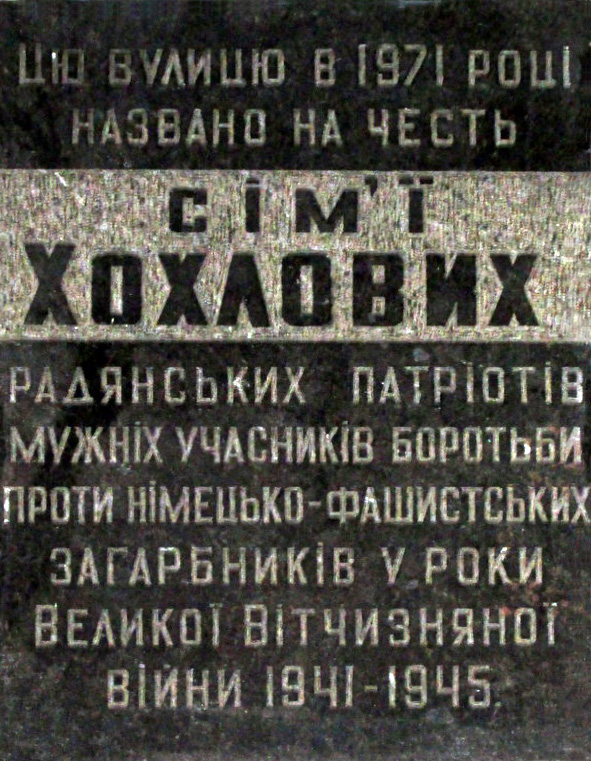
Колишня анотаційна дошка на честь Сім'ї Хохлових

## Зображення

Адміністративний будинок 1950-х рр. (буд. № 11/2)